# Guillaume Gouffier de Bonnivet
Guillaume Gouffier de Bonnivet (1488-24 de febrero de 1525), fue un general francés fallecido en la batalla de Pavía.

## Biografía
Era hermano menor de Artus Gouffier, señor de Boisy, tutor de Francisco I de Francia y fue educado con este participando con él en el asedio de Génova (1507) y en las jornadas de Éperons (1513) siendo uno de los favoritos reales más poderosos tras su coronación. En 1515 fue nombrado Almirante de Francia. En la elección imperial de 1519 supervisó la candidatura de Francisco, y gastó enormes sumas de dinero en sus esfuerzos para asegurarse votos, aunque de nada le sirvió, pues al final resultó elegido Carlos V. Al mando del ejército de Navarra ocupó Fuenterrabía en 1521 y posiblemente fue el responsable de la reanudación de las hostilidades.
Implacable enemigo de Carlos, Duque de Borbón, contribuyó a su caída.
Bonnivet sucedió a Odet de Foix, Vizconde de Lautrec, en 1523 como comandante del ejército de Italia y atacó el Milanesado, pero fue derrotado y obligado a una desastrosa retirada, en la que falleció Pierre Terrail, Señor de Bayard. Fue uno de los principales comandantes del ejército que condujo Francisco a Italia a finales de 1524 y falleció en la batalla de Pavía.

## Personalidad
Pierre de Bourdeille, Señor de Brantôme, dice que la batalla de Pavía se luchó a instancias de Bonnivet y que, viendo el desastre que había causado, deliberadamente buscó una muerte heroica. A pesar de sus fallos como general y diplomático, su ingenio le permitió retener la confianza del rey. Siguió un estilo de vida licencioso. De acuerdo con Brantôme, triunfó en su pugna con el rey por los favores de Madame de Châteaubriant y si, como suele pensarse, era el héroe protagonista de la cuarta historia del Heptamerón, Margarita de Angulema también fue cortejada por él.
La correspondencia de Bonnivet puede ser encontrada en la Biblioteca Nacional de Francia en París; las obras completas de Brantôme, volumen III, son otra fuente primaria.